# Joana Foster
Pour les articles homonymes, voir Foster.
Joana Foster (1946-2016) est une militante et avocate britannique et ghanéenne .

## Jeunesse et éducation
Joana nait au Ghana en 1946 et fréquente l'école Achimota.  
Elle fait ses études au Ghana et au Royaume-Uni. Elle étudie le droit à l'université de Leeds, puis obtient le diplôme d'avocate. Elle enseigne ensuite le droit dans divers collèges.  

## Carrière
En 2000, elle fonde le Fonds de développement des femmes africaines aux côtés de Bisi Adeleye-Fayemi et Hilda Tadria. Ce fonds est considéré comme le premier institut philanthropique féministe d'Afrique. 